# Hôtel de la Caisse d'épargne de Figeac
L’hôtel de la Caisse d’épargne est un bâtiment dans la première moitié du XXe siècle situé à Figeac, en France.

## Situation et accès
L’édifice est situé au no 2 de la place aux Herbes, longée par la rue Capote à l’arrière, dans le centre-ville de Figeac, et plus largement à l’est du département du Lot.

## Histoire
L’édifice est élevé en 1922 selon les plans de Paul Bories, architecte de la ville depuis 1904.